# Promesse de contrat en droit civil français
En droit des contrats français, une promesse de contrat est un contrat qui oblige son débiteur (ou promettant) à promettre un contrat au créancier (ou bénéficiaire) de cette promesse qu'il s'agisse d'une vente ou d'un bail.
La promesse de contrat est un avant-contrat : il n'est conçu que dans l'objectif de contracter ultérieurement. Il existe deux types de promesse de contrat :

## Promesse synallagmatique de vente
La promesse synallagmatique de vente est un contrat par lequel une personne s'engage à vendre un bien à une autre personne qui s'engage à l'acheter sous certaines conditions. Dans la promesse synallagmatique l'engagement est donc réciproque.
La promesse synallagmatique prévoit généralement un délai pour régulariser l'acte authentique. Le dépassement de ce délai ne rend pas la promesse synallagmatique caduque mais indique la date à partir de laquelle une des parties peut mettre l'autre partie en demeure de régulariser la vente.
La promesse synallagmatique peut prévoir différentes conditions suspensives : obtention d'un prêt, obtention d'un permis de construire...

## Promesse unilatérale
La promesse unilatérale de contracter est un contrat par lequel le promettant s'engage envers le bénéficiaire à conclure un futur contrat dont les conditions sont déjà déterminées, si ce dernier le lui demande dans un délai déterminé dit le délai de levée d'option. L'inexécution de l'engagement par le promettant ne donne lieu qu'à une sanction par équivalent, donc à des dommages et intérêts, sauf si le contrat contient une clause d'exécution forcée en nature. Un exemple très courant de promesse unilatérale est la promesse unilatérale de vente (PUV), la promesse unilatérale de bail commercial.
Ladite promesse n'est pas soumise à la formalité du double original qui, en application de l'article 1375 du Code civil, ne s'applique qu'aux contrats synallagmatiques.  
La promesse unilatérale doit être constatée par un acte sous seing privé ou par un acte authentique enregistré dans les  10 jours, à peine de nullité. 
Enfin la levée de l'option est libre sauf si les conditions de réalisation sont prévues par le contrat. 